# Italkart
Italkart is een historisch merk van karts en lichte motorfietsen.
Dit Italiaanse bedrijf maakte normaal gesproken alleen karts, maar in de jaren zestig kwam er ook een 50 cc Minimotor uit.